# Ecoparc (metrostation)
Ecoparc is een metrostation aan lijn 10 (lijn 10 Sud) van de Metro van Barcelona.
Het station ligt in de Zona Franca industriezone in het district Sants-Montjuïc. Het is geopend in 7 november 2021. Het station ligt bij het afvalverwerkingsbedrijf Ecoparc en de toegangspoort tot de ZAL of Zona d'Activitats Logístiques (zone van logistieke activiteiten).
Het metrostation deelt dezelfde layout als de aanliggende stations ZAL - Riu Vell, Port Comercial - La Factoria en Zona Franca,  samen de enige vier bovengrondse stations van de metro van Barcelona, ingepland op een spoorviaduct. Het station ligt aan een betonnen dubbel viaduct – een voor elke rijrichting, 6,5 meter hoog. In het midden van de twee viaducten ligt het eilandperron, 10 meter breed en 120 meter lang.
Lijn 10 Zuid
ZAL | Riu Vell · 
Ecoparc · Port Commercial | La Factoria · Zona Franca · Foc · Foneria · Ildefons Cerdà | Ciutat de la Justícia · Provençana · Can Tries | Gornal · Torrassa · Collblanc
Lijn 10 Noord
La Sagrera · Onze de Setembre · Bon Pastor · Llefià · La Salut · Gorg